# Colinas (Río Grande del Sur)
Colinas es un municipio brasileño del estado de Rio Grande do Sul. Su población en 2008 era de 2499 personas.
Tiene su origen en la antigua comunidad Corvo (cuyo nombre puede originarse tanto de la presencia de cuervos en la región como tal vez de colonos de la isla de Corvo. En 20 de marzo de 1992, el distrito se separó del municipio de Estrela, se volviendo en municipio autónomo. La cultura alemana en la localidad data del siglo XIX, y aún se expresa a través de la supervivencia Riograndenser Hunsrückisch y de la gran proporción de luteranos (50% de la población).